# 科顿之家

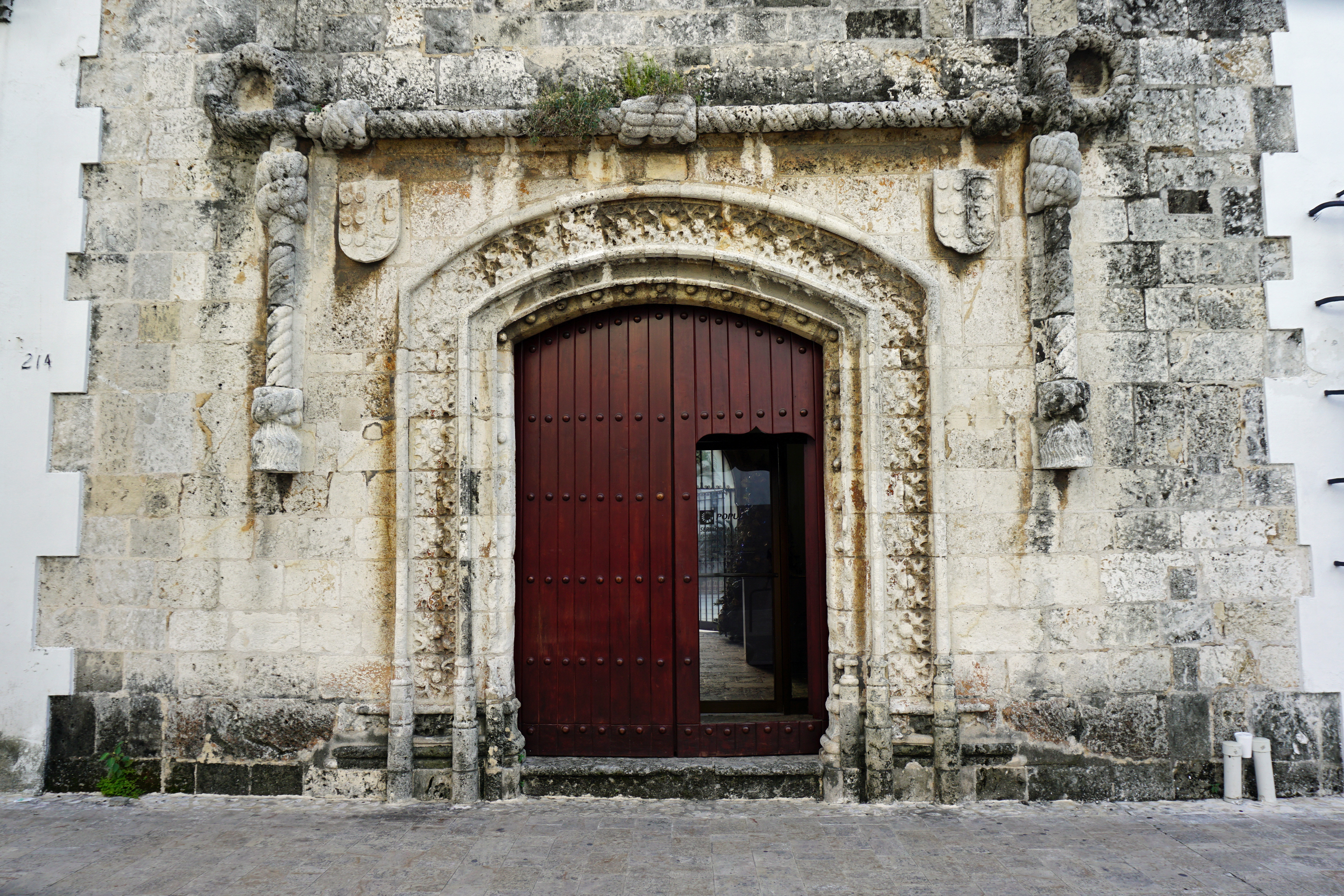

科顿之家（Casa del Cordón）意为“绳索之家”，位于多米尼加共和国圣多明各的殖民城，伊莎贝拉街（Isabel la Católica）与埃米利亚诺·特杰拉街（Emiliano Tejera）拐角处。它建于1502年至1503年间，是美洲最古老的欧洲石头房子，可能是第一座两层楼的欧式房子。 它的名字是因为它的正立面有凿出的腰带和绳索，这与方济各会有关。 建筑风格为伊莎贝拉哥特式-穆德哈尔风格。
1586年，在弗朗西斯·德雷克入侵期间，在这座房子里安装了天平，用来称量市民交给英国海盗的财产。
它是联合国教科文组织世界遗产“圣多明各殖民城”的一部分。

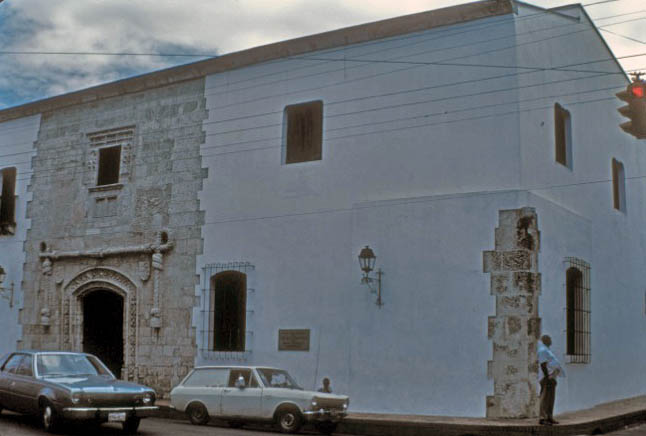

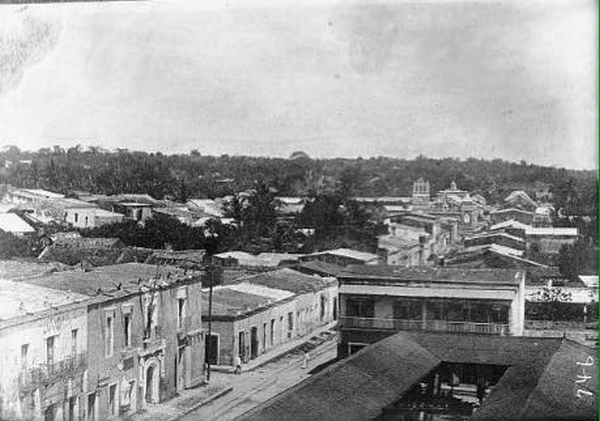